# Пасуа (Болцано)
Пасуа је насеље у Италији у округу Болцано, региону Трентино-Јужни Тирол.
Према процени из 2011. у насељу је живело 283 становника. Насеље се налази на надморској висини од 1151 м.